# Pierre de La Place
 (avril 2021).
Si vous disposez d'ouvrages ou d'articles de référence ou si vous connaissez des sites web de qualité traitant du thème abordé ici, merci de compléter l'article en donnant les références utiles à sa vérifiabilité et en les liant à la section « Notes et références ».
Pour les articles homonymes, voir de La Place.
Pierre de La Place, né vers 1520 à Angoulême et assassiné le 25 août 1572 à Paris, est un magistrat, jurisconsulte, philosophe, historien et écrivain protestant français, victime du massacre de la Saint-Barthélemy.

## Biographie

### Naissance et carrière
Pierre de La Place naquit vers 1520 à Angoulême. Son père, qui s’appelait également Pierre de La Place, était écuyer et exerça les fonctions d’échevin et de maire d’Angoulême ainsi que d’argentier de Louise de Savoie, régente de France et mère de François Ier, c’est ainsi qu’il négocia les fiançailles de François Ier avec Claude de France en 1514, puis plus tard, en 1527, sa libération après la bataille de Pavie ; sa mère s’appelait Marguerite Pastoureau.
Bien que destiné au métier des armes, le jeune Pierre décida en 1536 de partir à Poitiers pour y commencer ses études.
En 1542, âgé de 22 ans, Pierre de La Place rédigea, à Paris, une Paraphrase de quelques titres des Institutes qui le fit remarquer.
Membre du barreau de Paris, il fut, en 1545, nommé avocat du roi à la Cour des aides de Paris par François Ier.
En 1553, le nouveau roi, Henri II, le nomma, à l’âge de 33 ans, premier président de la Cour des aides, puis, le 8 avril 1556, le fit chevalier. À la Cour des aides, Pierre de La Place avait remplacé Jacques Lhuillier (ou Luillier ou l’Huillier), l’oncle de sa femme, Radegonde Lhuillier. À noter, ils descendaient d’Étienne Marcel, le prévôt des marchands de Paris du XIVe siècle ainsi que d’Eustache de Laistre, chancelier de France au XVe siècle.

### Les guerres de religion
Ayant progressivement adhéré au mouvement de la Réforme, Pierre de La Place en fit profession ouverte après la mort du roi François II (en 1560), se démarquant toutefois d’un calvinisme extrême. Ami de Michel de L'Hospital - président de la Chambre des comptes de 1555 à 1560 puis chancelier de France à partir de 1560 - il était tout comme lui un modéré.
Le reste de sa vie sera désormais intimement lié aux guerres de religion qui allèrent bientôt s’emparer de la France. L’année 1561, première année de régence de Catherine de Médicis, au nom de son fils Charles IX à peine âgé d’une dizaine d’années, vit de nombreuses conversions au protestantisme. À la suite d'un relâchement des pressions sur les réformés, de nombreuses personnes osèrent en effet franchir le pas. Cependant, certains protestants, plutôt violents, cherchèrent à s’imposer par la force, irritant de plus en plus les catholiques. De nombreux incidents se produisirent alors.
C’est dans ces premiers troubles de l’année 1561 que Pierre de La Place décida de quitter Paris avec sa famille pour se retirer dans un domaine qu’il possédait en Picardie (probablement à Russy ou Vaumoise). Il y composa deux traités : De la vocation et manière de vivre à laquelle chacun est appelé en 1561 et Du droit usage de la philosophie morale avec la doctrine chrétienne en 1562.
En mars 1563, l’édit d’Amboise mit fin à la première guerre de religion commencée un an plus tôt. Rétabli dans sa charge, Pierre de La Place se vit proposer, devant toute la Cour, la surintendance du prince Louis de Condé, chef du parti calviniste, qui l’appréciait beaucoup. En 1565, l’œuvre principale de La Place parut, anonymement : Commentaires de l’état de la religion et de la république sous les rois Henri & François seconds & Charles neuvième, en 7 livres.
En 1567 et 1568 eut lieu la deuxième guerre de religion. Très vite, à l’été 1568, les combats reprirent, ce fut la troisième guerre de religion. Michel de l’Hospital n’était plus chancelier depuis plusieurs mois. Après un édit (28 septembre 1568) de Catherine de Médicis interdisant à nouveau le protestantisme et démettant les fonctionnaires protestants, les charges de La Place furent déclarées vacantes le 22 décembre 1568. Avec sa famille, il s’enfuit alors une seconde fois en Picardie au château de Vez (près de Russy), propriété des nièces de sa femme.
En 1569, Louis de Condé fut tué à la bataille de Jarnac. Après la paix de Saint-Germain en 1570, Charles IX rendit à La Place sa maison, qui avait été confisquée en 1567 après avoir été pillée.
Il exerça également les fonctions d’avocat général au parlement de Paris, de conseiller du Roi et de conseiller d’État.
Pierre de La Place fut assassiné le 25 août 1572, le lendemain de la Saint-Barthélemy.
Il était partisan d’une séparation de l’Église et de l’État.

## Œuvres

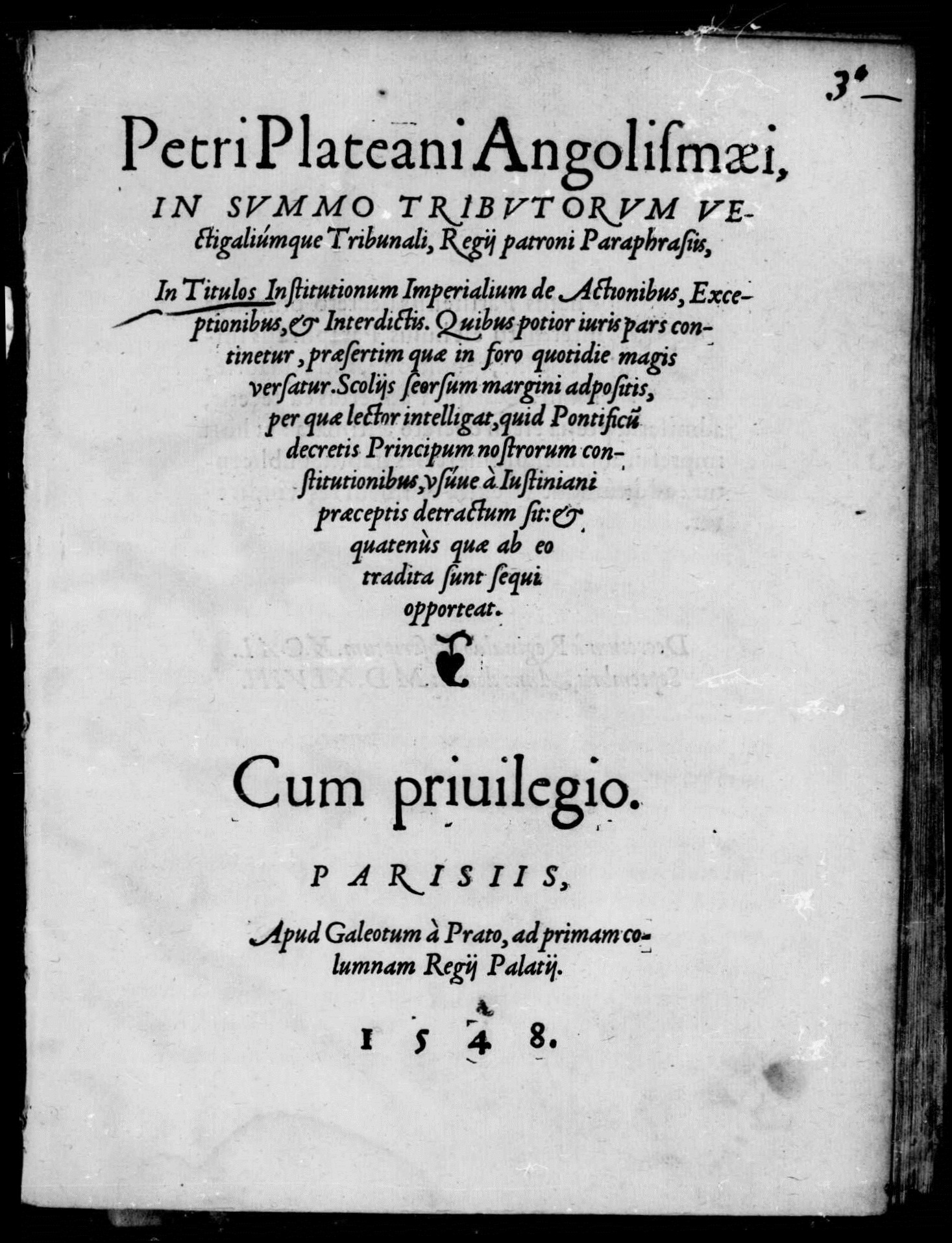
Paraphrasis in titulos institutionum imperialium de actionibus, exceptionibus et interdictis, 1548

- Paraphrase de quelques titres des Institutes, Paris, 1542.
- (la) Paraphrasis in titulos institutionum imperialium de actionibus, exceptionibus et interdictis, Paris, Galliot Du Pré, 1548 (lire en ligne)
- Traité De la vocation et manière de vivre à laquelle chacun est appelé, Paris, 1561 et 1574.
- Traité Du droit usage de la philosophie morale avec la doctrine chrétienne, Paris, 1562 et Leyde, 1568.
- Commentaires de l’état de la religion et de la république sous les rois Henri & François seconds & Charles neuvième (en 7 livres), 1565 (traduit en latin en 2 volumes en 1575-77 et inséré dans les Mémoires sur l’histoire de France).
- Traité De l’excellence de l’homme chrétien et manière de le connaître, 1572 (ou 1575 ?), publié par P. de Farnace.
- Discours politiques sur la voie d’entrer dûment aux États et manière de constamment s’y maintenir et gouverner (adapté de "De la vocation et manière de vivre à laquelle chacun est appelé"), traduit en anglais, Londres, 1578.

## Divers
Pierre de La Place était le cousin de Josué de la Place, théologien protestant français et l’arrière-arrière-arrière-grand-père de Pierre-Antoine de La Place, écrivain et dramaturge français du XVIIIe siècle, premier traducteur en français de Shakespeare.